# 哈米特 (喬治亞州)
哈米特（英語：Hammett）是位於美國喬治亞州克勞福德縣的一個非建制地區。該地的面積和人口皆未知。

## 地理
哈米特的座標為32°39′24″N 84°01′08″W / 32.65667°N 84.01889°W，而該地的平均海拔高度為116米（即381英尺）。